# Paratrechina butteli
Paratrechina butteli är en myrart som först beskrevs av Auguste-Henri Forel 1913.  Paratrechina butteli ingår i släktet Paratrechina och familjen myror.

## Underarter
Arten delas in i följande underarter:
- P. b. bryanti
- P. b. butteli
- P. b. malaccana